# Подґурче
Подґурче (пол. Podgórcze) — село в Польщі, у гміні Поддембиці Поддембицького повіту Лодзинського воєводства.
Населення — 64 особи (2011).
У 1975-1998 роках село належало до Серадзького воєводства.

## Демографія
Демографічна структура станом на 31 березня 2011 року:
|          | Загалом | Допрацездатний вік | Працездатний вік | Постпрацездатний вік |
| -------- | ------- | ------------------ | ---------------- | -------------------- |
| Чоловіки | 32      | 9                  | 19               | 4                    |
| Жінки    | 32      | 12                 | 16               | 4                    |
| Разом    | 64      | 21                 | 35               | 8                    |